# 清泰寺 (さいたま市)
清泰寺（せいたいじ）は、埼玉県さいたま市緑区東浦和五丁目にある寺院。足立坂東三十三観音霊場6番札所。埼玉県指定旧跡見性院の墓が所在。
会津藩藩祖保科正之の育ての母、見性院の墓が所在する清泰寺は旧会津藩藩士子孫達の聖地で有り、毎年「見性院殿法要」が開かれ、2025年(令和７年)度で「四百四回忌」を数える。
現在は東京都文京区の旧小石川区小日向第六天町の会津松平邸の春秋2回の旧会津藩士達の懇親会から始まった、1912年(明治45年)4月20日に設立された会津会主催で行われ会津松平家当主、旧藩士子孫、会津会会員により続けられている。
2006年(平成18年)度の「三八五回忌」では当時の相川宗一さいたま市市長も出席した。

## 歴史
平安時代初期に慈覚大師円仁が開山したと伝承されている。

## 文化財
- 見性院の墓 - 埼玉県指定 旧跡[3]
- 木造十一面観音立像
- 清泰寺の庚申塔 - 昭和36年3月31日浦和市指定文化財（現在はさいたま市指定）
- 半鐘 - 昭和62年3月31日浦和市指定有形文化財（工芸品）

## 所在地
- さいたま市緑区東浦和5-18-9